# Schulze Éva
Schulze Éva (Budapest, 1946. május 23. –) Balázs Béla-díjas (1990) magyar filmproducer, dramaturg, forgatókönyvíró, egyetemi tanár.

## Életpályája
Középiskolai tanulmányait a Veres Pálné Gimnáziumban végezte. 1964–1999 között a Magyar Televízió munkatársa volt. 1966–1972 között az ELTE BTK magyar-népművelés szakos hallgatója volt. 1967–1974 között vágó, 1974-től dramaturg és forgatókönyvíró, 1991–1992 között producer, 1993–1994 között fődramaturg, 1994–1997 között pedig a drámai stúdió vezetője volt. 1997–1999 között a TV-filmek, tévéjátékok rovatvezetője volt. 1998–2001 között az NKA Mozgókép Kollégium kurátora, 2005–2010 között elnöke volt. 1999-2021 között a Színház- és Filmművészeti Egyetem tanára. 1999–2005 között az MMK Játékfilmes Szakkollégium elnöke volt. 2001 óta a Simó Sándor Alapítvány kuratóriumának elnöke. 2003-ban DLA végzettséget szerzett.
Nála tanult többek közt: Hajdu Szabolcs, Török Ferenc, Miklauzic Bence, Pálfi György, Mundruczó Kornél, Kenyeres Bálint, Kocsis Ágnes és Gigor Attila.

## Filmjei
| - Fogságom naplója (1977) - Kísértés (1977) - Ajándék ez a nap (1979) - Hívójel (1979) - Rendőrség (1981) - Rettenetes szülők (1981) - Védtelen utazók (1981) - Cha-Cha-Cha (1981) - Az óriás (1984) - Akár tetszik, akár nem (1985) - Vonzások és választások (1985) - Vásár (1986) - Hajnali háztetők (1986) - Küldetés Evianba (1988) - A halálraítélt (1989) - Fagylalt tölcsér nélkül (1989) - Protokoll (1990) - Az apostol (1991) - Anna filmje (1992) (producer is) - Jónás nyara (1992) - Hétvége (1992) - Öregberény (1993-1994) - Feltámadás Makucskán (1994) - A párduc és a gödölye (1995) - Valaki kopog (2000) - Macerás ügyek (2001) - Decameron 2007 (2007) - 8 (2007) - Nyugalom (2008) - Koccanás (2009) | - Bukfenc (1993) - Istálló (1995) - Szarajevó kávéház (1995) - Fekete karácsony (1995) - A rossz orvos (1996) - Az asszony (1996) - Érzékek iskolája (1996) - Szelídek (1996) - Irány Kalifornia! (1997) - Házikoszt (1997) - Witman fiúk (1997) - Szabadság tér '56 (1997) - Presszó (1998) - Szenvedély (1998) - Családi tűzhely (1968) - Vasárnapok (1971) - A vendég (1971) - Az ember melegségre vágyik (1973) - Drága kisfiam (1978) - Negyedik forduló (1978) - Elysium (1986) - Gaudiopolis - In memoriam Sztehlo Gábor (1986) - Optimisták (1986) - Labdaálmok (1989) - Magyarázat mindenre (2023) |

## Díjai
- Európa Díj (1989)
- Balázs Béla-díj (1990)
- Árvai Jolán-díj (2002)